# Ctenitis dianguiensis
Ctenitis dianguiensis là một loài thực vật có mạch trong họ Dryopteridaceae. Loài này được (W.M. Chu & H.G. Zhou) S.Y. Dong mô tả khoa học đầu tiên năm 2008.